# K리그 이달의 감독상
K리그 이달의 감독상은 2014년부터 K리그1과 K리그2에서 매달 최고의 활약을 펼친 감독에게 수여하는 상이다. 시상 주체는 한국프로축구연맹이며, 연맹 경기위원회에서 팀 성적과 경기력 등을 종합적으로 판단해 선정한다. 수상자에게는 기념 트로피와 후원사가 제공하는 상품이 수여되며, 당해 말에 시상하는 감독상 선정 시에 참고 자료로 반영된다.
2014년 3월, 당시 K리그 클래식 소속 울산 현대 축구단의 조민국이 이달의 감독 최초의 수상자로 선정되었다. 2014년 5월에는 K리그 챌린지 소속 대전 시티즌의 조진호가 이달의 감독으로 선정되면서 2부 리그 최초로 이달의 감독에 올랐다. 최강희 감독이 전북 현대 모터스 소속으로 2014년 10월, 11월 이달의 감독에 오르면서 최초로 2회 연속 수상을 달성하였다.

## 2014
| 월   | 이름   | 구단               | 디비전       | 비고   |
| ---- | ------ | ------------------ | ------------ | ------ |
| 3월  | 조민국 | 울산 현대 축구단   | K리그 클래식 | [ 2 ]  |
| 4월  | 황선홍 | 포항 스틸러스      | K리그 클래식 | [ 4 ]  |
| 5월  | 조진호 | 대전 시티즌        | K리그 챌린지 | [ 3 ]  |
| 6월  | 조덕제 | 수원 FC            | K리그 챌린지 | [ 5 ]  |
| 7월  | 하석주 | 전남 드래곤즈      | K리그 클래식 | [ 6 ]  |
| 8월  | 김봉길 | 인천 유나이티드 FC | K리그 클래식 | [ 7 ]  |
| 9월  | 최용수 | FC 서울            | K리그 클래식 | [ 8 ]  |
| 10월 | 최강희 | 전북 현대 모터스   | K리그 클래식 | [ 9 ]  |
| 11월 | 최강희 | 전북 현대 모터스   | K리그 클래식 | [ 10 ] |

## 2015
| 월   | 이름 | 구단 | 디비전 | 비고 |
| ---- | ---- | ---- | ------ | ---- |
| 3월  |      |      |        |      |
| 4월  |      |      |        |      |
| 5월  |      |      |        |      |
| 6월  |      |      |        |      |
| 7월  |      |      |        |      |
| 8월  |      |      |        |      |
| 9월  |      |      |        |      |
| 10월 |      |      |        |      |

## 2016
| 월   | 이름 | 구단 | 디비전 | 비고 |
| ---- | ---- | ---- | ------ | ---- |
| 3월  |      |      |        |      |
| 4월  |      |      |        |      |
| 5월  |      |      |        |      |
| 6월  |      |      |        |      |
| 7월  |      |      |        |      |
| 8월  |      |      |        |      |
| 9월  |      |      |        |      |
| 10월 |      |      |        |      |

## 2017
| 월   | 이름 | 구단 | 디비전 | 비고 |
| ---- | ---- | ---- | ------ | ---- |
| 3월  |      |      |        |      |
| 4월  |      |      |        |      |
| 5월  |      |      |        |      |
| 6월  |      |      |        |      |
| 7월  |      |      |        |      |
| 8월  |      |      |        |      |
| 9월  |      |      |        |      |
| 10월 |      |      |        |      |

## 2018
| 월   | 이름   | 구단             | 디비전 | 비고 |
| ---- | ------ | ---------------- | ------ | ---- |
| 3월  | 정갑석 | 부천 FC 1995     | K리그2 |      |
| 4월  | 최강희 | 전북 현대 모터스 | K리그1 |      |
| 5월  |        |                  |        |      |
| 6월  |        |                  |        |      |
| 7월  |        |                  |        |      |
| 8월  |        |                  |        |      |
| 9월  |        |                  |        |      |
| 10월 |        |                  |        |      |

## 같이 보기
- K리그 이달의 선수상
- K리그 이달의 영플레이어상
- K리그 이달의 퍼포먼스상
- K리그 G MOMENT AWARD
- K리그 최우수선수상
- K리그 득점상
- K리그 도움상
- K리그 영플레이어상
- K리그 베스트 11
- K리그 감독상
- K리그 개인 수상 기록
- K리그 구단 수상 기록